# 손호
오 말제 손호(吳 末帝 孫皓, 242년 ~ 284년, 재위 264년 ~ 280년)는 중국 삼국시대 동오의 제4대이자 마지막 황제로, 자는 원종(元宗)이다. 별칭으로 팽조(彭祖)가 있다. 손권(孫權)의 셋째 아들인 손화(孫和)의 서장자다.
오 멸망 이후 서진에서 받은 작위는 귀명후(歸命侯)이다.

## 생애

### 즉위 전
손화가 승상 손준의 명령으로 자결한 후 적모 장씨도 손화를 따라 죽었으므로 생모인 하씨에게 양육받았다. 경제 손휴(景帝 孫休)가 황제에 즉위하자 형제들과 함께 작위를 받아, 자신은 오정후(烏程侯)에 봉해졌다.

### 즉위 과정
264년 7월, 경제가 급사하면서 태자 손완(孫𩅦)을 후계로 지목했으나, 마침 촉한이 멸망하고 교지를 위나라에 빼앗겼으므로 국내에는 능력 있는 임금을 세워야 한다는 여론이 높았다. 좌전군 만욱(萬彧)은 오정령을 지내면서 오정후와 친분을 쌓았는데, 이 분위기를 타서 승상 복양흥(濮陽興)에게 어린 태자 대신 연장자이며 총명한 손호를 세울 것을 건의했고, 복양흥과 장포(張布) 모두 동의하여 마침내 손호가 황제로 즉위하였다.
즉위하자 연호를 바꾸어 원흥으로 일컬었다. 원년(264년) 8월, 상대장군 시적과 대장군 정봉을 좌 · 우 대사마로 삼았다. 자신을 즉위하게 한 좌장군 장포와 승상 복양흥에게도 은상을 주어, 장포는 표기장군으로 삼았고 복양흥은 시중을 더하고 청주목을 겸하게 했다.

### 짧은 선정과 폭군 변모
즉위 초에 선정을 베풀어, 창고를 열어 가난한 자를 진휼하고, 궁녀를 내보내 아내 없는 사람들과 짝지어주고, 황실 후원을 개방해 현명한 임금으로 칭송받았다. 그러나 10월 이후 얼마 못 가 광포하고 교만해졌으며, 주색을 즐겨 국내의 높고 낮은 사람들이 실망했다. 만욱이 '장포와 복양흥이 손호를 옹립한 것을 후회했다'고 참언을 하자, 11월에 둘을 주살하고 삼족을 멸했다.

### 친족 정책
즉위 직후 이미 전 황제 일족의 권위를 깎아, 경제의 황후인 주태후를 황후로 격하시키고, 아버지와 생모 하씨를 추존하여 각각 황제와 황후로 삼았다. 그래도 이때에는 경제의 태자인 손완을 예장왕으로, 손굉을 여남왕으로, 손망을 양왕으로, 손보를 진왕으로 삼았다. 이때에 부인 등씨로 황후를 삼았다. 12월, 경제를 정릉에 장사지내고, 황후의 아버지 등목을 고밀후에 봉했으며, 자신의 외숙 하홍 등 셋은 열후로 봉했다. 감로 원년(265년) 7월 주황후를 핍박하여 죽이고 정전에서 장사지내지 못하게 하고는, 병들어 죽은 것처럼 꾸몄다. 경제의 네 아들을 오의 작은 성에 몰아넣고, 나이가 많은 순으로 둘을 죽였다. 한편, 아버지의 적장자, 곧 정부인 장씨의 아들 손준도 죽였다.

### 교지를 둘러싼 공방
원흥 원년(264년), 위나라에서는 경제 말년에 오에서 빼앗은 교지에 태수를 임명했다. 또 사마소가 상국이 되어 옛 오나라의 항장 서소와 손욱을 오나라에 보내 손호에게 항복을 권유했다.

### 무창 천도
감로 원년(265년) 4월, 감로가 내렸다는 보고를 받고 대사면을 내리고 연호를 원흥에서 감로로 바꾸었다. 9월, 서릉독 보천의 안을 받아들여 건업(建業)에서 무창(武昌)으로 천도를 하고, 제갈정과 정고에게 건업을 지키게 했다. 11월에 무창에 이르러 대사면을 행했다. 당시, 망기 하는 사람이“형주에 왕기가 있어 양주를 깨트리니 건업궁이 불리하다.”라고 하였으므로 서울을 무창으로 옮겼다. 그러나 무창으로 천도한 후, 양주의 백성들은 장강을 거슬러 올라가 서울에 물자를 공급해야 했으므로 많은 고통을 받았다. 육개의 상소에 따르면,
| “ | 차라리 건업의 물을 마시지 무창의 물고기를 먹지는 않을래요! 차라리 건업으로 돌아가 죽지, 무창에 살지는 않을래요! | ” |

라는 동요가 퍼질 정도였다. 손호는 육개의 상소를 받아들이지는 않았으나, 결국 보정 원년(266년) 12월 건업으로 도로 천도했다.

### 북정 시도
보정 원년(266년) 정월, 작년에 죽은 옛 위나라의 상국이자 당시 진나라의 추존황제인 사마소 조문을 위해 대홍려 장엄, 오관중랑장 정충을 파견했다. 귀로에 장엄은 병사했고, 정충은 익양을 습격하여 취할 만하다고 권했다. 진서대장군 육개는 파촉이 방금 병합되었고 이미 친교를 꾀하면서 싸우자고 할 수는 없다고 반대했고, 거기장군 유찬은 이득이 있을 때 취해야 한다며 찬성했다. 손호는 내심 유찬의 말을 받아들였으나, 육개의 말대로 촉이 막 평정된 터라 결국은 실행하지 못했다.

### 멸망, 그 후
교주에서 일어난 곽마(郭馬)의 반란과 손호의 주변에 있던 암신들에 의해 국력이 쇠퇴해진 때에 위를 대신해 일어난 진나라의 대공세로 진나라에 항복한다. 항복 후, 사마염(司馬炎)에 의해 귀명후(歸命侯)에 봉해졌고, 284년에 진나라의 수도 낙양(洛陽)에서 사망한다.
그의 무덤 옆에는 후일 진 최후의 황제 진숙보와 백제 최후의 왕인 의자왕(義慈王)이 묻혔다고 한다.

## 가족
- 아버지
  - 손화: 한때 황태자였으나 번왕으로 강등되고 귀양 후 손량 집권기에 사망
- 어머니
  - 하태후(何太后, 실제 이름은 불명)
- 아내
  - 등황후(滕皇后, 실제 이름은 불명): 264년 황후 책봉
- 아들
  - 손근(孫瑾): 269년 황태자 책봉
  - 손건(孫虔): 노왕(魯王). 책봉 시기는 불명
  - 회양왕(淮陽王, 실제 이름은 불명): 269년 책봉
  - 동평왕(東平王, 실제 이름은 불명): 269년 책봉
  - 기타 278년과 280년에 각각 11명씩 왕자 책봉 기록이 있으나, 그 중 일부가 조카나 사촌일 가능성이 있고, 중복해서 책봉했을 가능성도 있어 정확한 친족의 규모는 알 수 없다. 이중 알려진 왕명은 다음과 같다. - 성기왕(成紀王), 선위왕(宣威王)

## 기년
| 말제        | 원년            | 2년                 | 3년                 | 4년             | 5년        | 6년                 | 7년        | 8년        | 9년             | 10년       |
| ----------- | --------------- | ------------------- | ------------------- | --------------- | ---------- | ------------------- | ---------- | ---------- | --------------- | ---------- |
| 서력 (西曆) | 264년           | 265년               | 266년               | 267년           | 268년      | 269년               | 270년      | 271년      | 272년           | 273년      |
| 간지 (干支) | 갑신(甲申)      | 을유(乙酉)          | 병술(丙戌)          | 정해(丁亥)      | 무자(戊子) | 기축(己丑)          | 경인(庚寅) | 신묘(辛卯) | 임진(壬辰)      | 계사(癸巳) |
| 연호 (年號) | 원흥(元興) 원년 | 2년 감로(甘露) 원년 | 2년 보정(寶鼎) 원년 | 2년             | 3년        | 4년 건형(建衡) 원년 | 2년        | 3년        | 봉황(鳳凰) 원년 | 2년        |
| 말제        | 11년            | 12년                | 13년                | 14년            | 15년       | 16년                | 17년       |            |                 |            |
| 서력 (西曆) | 274년           | 275년               | 276년               | 277년           | 278년      | 279년               | 280년      |            |                 |            |
| 간지 (干支) | 갑오(甲午)      | 을미(乙未)          | 병신(丙申)          | 정유(丁酉)      | 무술(戊戌) | 기해(己亥)          | 경자(庚子) |            |                 |            |
| 연호 (年號) | 3년             | 천책(天冊) 원년     | 2년 천새(天璽) 원년 | 천기(天紀) 원년 | 2년        | 3년                 | 4년        |            |                 |            |

## 같이 보기
- 삼국지 인물 목록
- 중국의 군주 목록